# 기술지도사
기술지도사(技術指導士, 영어: CTC, Certified Technology Consultant)는 중소기업의 기술 문제에 대한 종합진단(기술컨설팅)과 공장자동화기술 및 공정개선 기술, 공업기반기술, 부품소재개발.시제품 등 신기술개발 등에 대한 진단.지도, 자문, 상담, 조사, 분석, 평가, 증명, 대행 등 법적기능을 수행하는 국가 전문자격사이다.

## 자격 근거 법률
기술지도사는 중소기업진흥 및 제품구매촉진에 관한법률 제32조의 규정에 의하여 등록한 기술지도사로 중소기업진흥에 관한 법률 중소기업진흥에 관한 법률 시행령 제42조 제2항에 따라 기술지도사 시험에 합격해 그 자격을 취득한 자로서 지도분야에 따라 인적자원관리, 재무관리, 생산관리, 마케팅 분야로 구분된다.

## 수행직무
- 기술의 종합진단 · 지도
- 공장자동화기술 및 공정개선기술의 진단 · 지도
- 공업기반기술의 진단 · 지도
- 부품 · 소재개발 · 시제품 등 신기술개발의 진단 · 지도
- 공업시험 · 분석 · 측정계측의 진단 · 지도
- 정보처리의 진단 · 지도
- 에너지절약기술 · 청정생산기술 및 설비관리기술의 진단 · 지도
- 상기 업무내용과 관련되는 상담 · 자문 · 조사 · 분석 · 평가 · 증명 및 대행 등

## 시험과목

### 제1차시험
- 중소기업관련법령
- 공업경영학
- 자연과학개론
- 기업진단론
- 조사방법론
- 영어

### 제2차시험
- 지도분야별로 구분 실시

- 금속분야(일반금속재료, 금속가공, 금속열처리),
- 기계분야(기계공작법, 재료역학, 기계설계),
- 생명공학분야(유전공학개론, 생명과학, 생화학)
- 생산관리분야(품질관리, 생산계획, 수요관리)
- 섬유분야(섬유재료학, 염색가공, 섬유시험법)
- 전기전자분야(전기기기, 전기전자재료, 공업계측제어)
- 정보처리분야(정보통신개론, 시스템응용, 소프트웨어공학)
- 화공분야(유기고분자공업, 무기재료공업, 화학공업양론)
- 환경분야(환경공학개론, 폐기물처리, 대기오염제어)

- 공통 항목 : 1,2차시험 각과목별 100점 만점

## 시험 방법
- 1차 시험 : 객관식(5지 선택형)
- 2차 시험 : 주관식(논술형 및 약술형)

## 합격 기준
- 1차 시험과 2차 시험의 합격기준은 한 과목당 100점을 만점으로 하여 각 과목 40점이상, 전 과목 평균 60점 이상

## 같이 보기
- 중소기업청
- 경영지도사
- 기술거래사

## 참고 자료
- 「취업을 위한 자격증 42가지」, 기술지도사, 매일경제인력팀 저, 매일경제신문사(1999년, 194~195p)
- 「튀는 인재의 구직 매뉴얼」, 자격의 분류와 종류, 이은철 저, 새로운사람들(2006년, 72~73p)
- 「매직잡」, 기술(경영) 컨설턴트, 김세준 저, 천케이(2007년, 274~275p)